# 北利伯蒂鎮區 (北卡羅萊納州亞德金縣)
北利伯蒂鎮區（英語：North Liberty Township）是位於美國北卡羅萊納州亞德金縣的一個鎮區。

## 地方資料
北利伯蒂鎮區的面積為63.60平方千米，當中陸地面積為63.45平方千米，而水域面積為0.15平方千米。根據2020年美國人口普查的數據，當地共有人口6385人，而人口密度為每平方千米100.39人。